# Spiritualized
A Spiritualized egy brit rockegyüttes. 1990-ben alakultak meg Rugbyben. A zenekart a Spacemen 3 zenekar frontembere, Jason Pierce (alias J. Spaceman) szervezte meg. Jelenleg ő az egyetlen olyan tag, aki a kezdetektől fogva szerepel a zenekarban. Két albumuk – Lazer Guided Melodies (1992) és Ladies and Gentlemen We Are Floating in Space (1997) – is bekerült az 1001 lemez, amit hallanod kell, mielőtt meghalsz című könyvbe.

## Diszkográfia
- Lazer Guided Melodies (1992)
- Pure Phase (1995)
- Ladies and Gentlemen We Are Floating in Space (1997)
- Let It Come Down (2001)
- Amazing Grace (2003)
- Songs in A&E (2008)
- Sweet Heart Sweet Light (2012)
- And Nothing Hurt (2018)
- Everything Was Beautiful (2022)